# لسان الحمل الصغير
لِسَان الحَمَل الصَغِير  أو آذَان الشَاة أو أُذُن الشَاة أو آذَان الغَزَال، أو لسان الحمل المتوسط، اسمه العلمي (.Plantago media L)، وهو نوع من لِسَان الحَمَل.

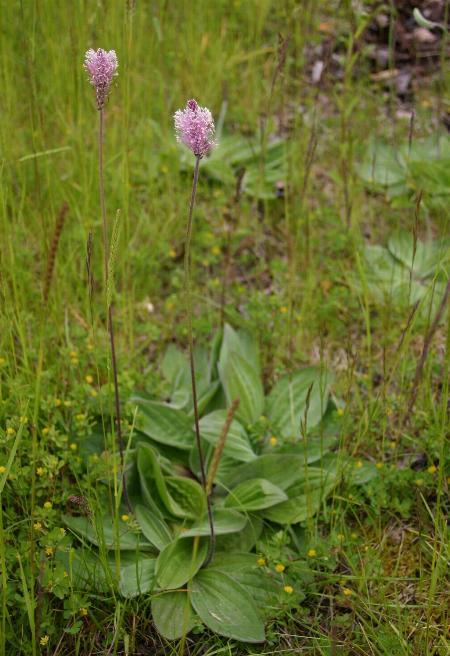
لسان الحمل الصغير
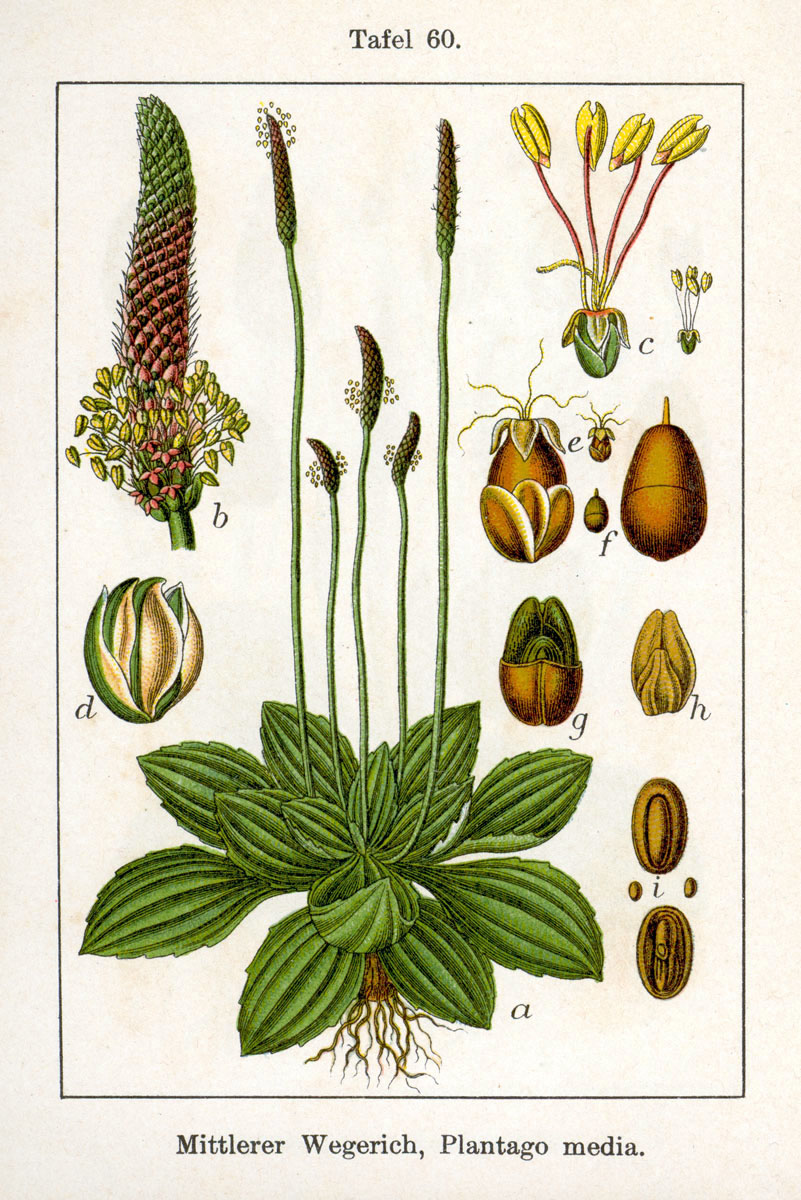
لسان الحمل الصغير
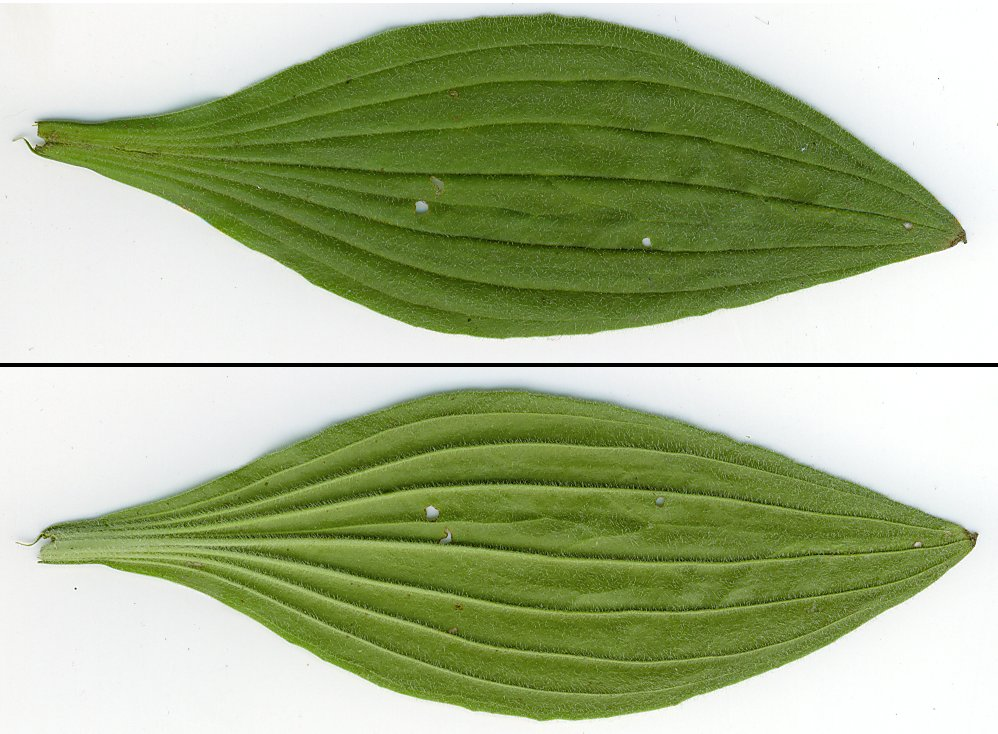
ورقة لسان الحمل الصغير
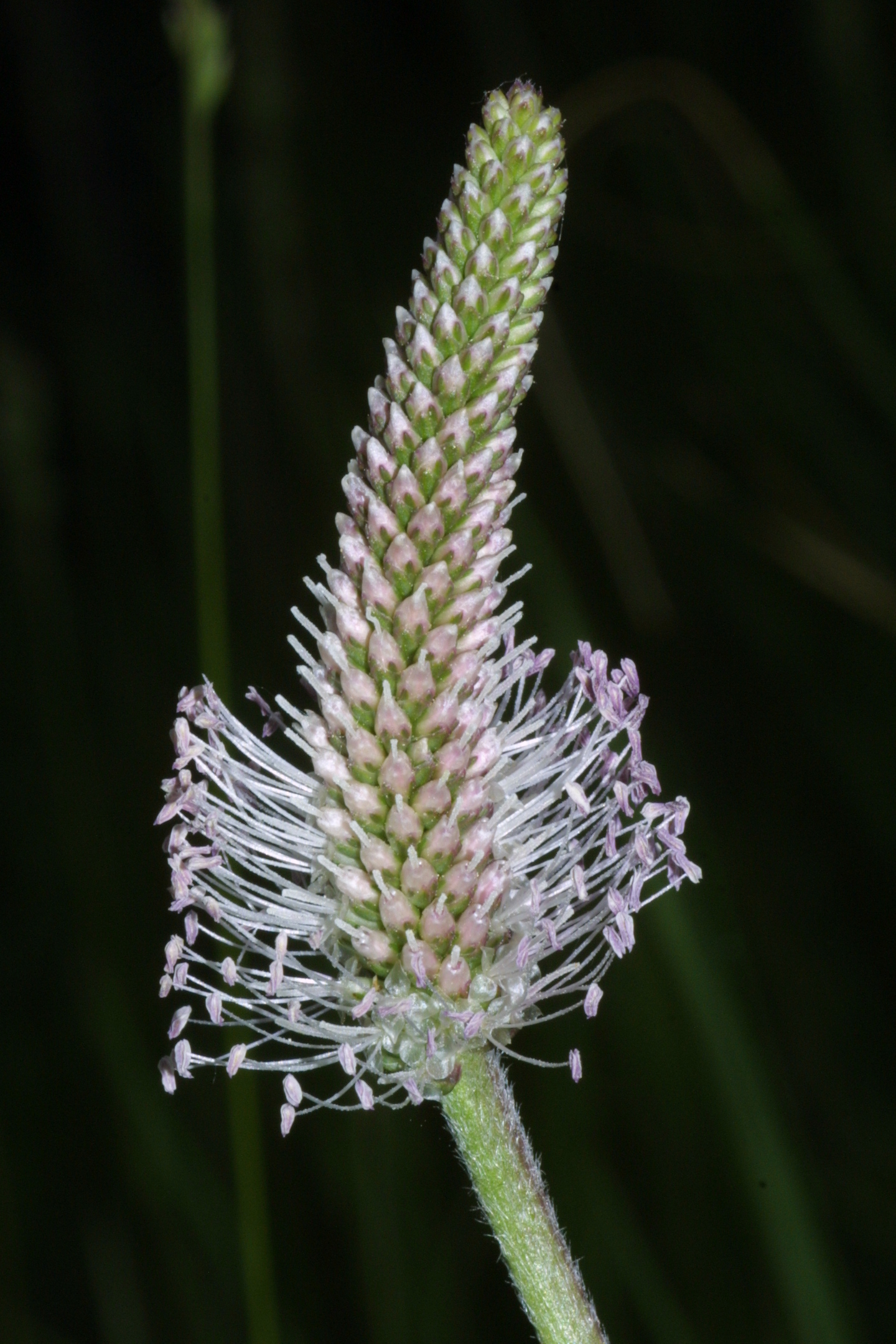
زهرة لسان الحمل الصغير